# 23289 Naruhirata
23289 Naruhirata este un asteroid din centura principală de asteroizi.

## Descriere
23289 Naruhirata este un asteroid din centura principală de asteroizi. A fost descoperit pe 29 decembrie 2000 la Stația Anderson Mesa în cadrul programului LONEOS. Asteroidul prezintă o orbită caracterizată de o semiaxă mare de 2,34 ua, o excentricitate de 0,17 și o înclinație de 5,5° în raport cu ecliptica.